# Christo Zokew
Christo Iwanow Zokew (bulgarisch Христо Иванов Цокев; * 3. Mai 1847 in Gabrowo; † 28. September 1883 ebenda) war ein bulgarischer Maler.
Zokew erlernte auf der Halbinsel Athos Ikonenmalerei. An der Moskauer Schule für Malerei, Bildhauerei und Architektur lernte er Malerei. Er schuf viele Porträts, die vom realistischen Stil der Peredwischnikis beeinflusst waren. Darüber hinaus stammen von Zokew auch Genre- und Landschaftsbilder. In seiner Geburtsstadt Gabrowo ist eine Kunstgalerie nach ihm benannt.

## Werke (Auswahl)
- Mönch, Porträt, 1867
- Mädchen im Profil, Porträt, 1869

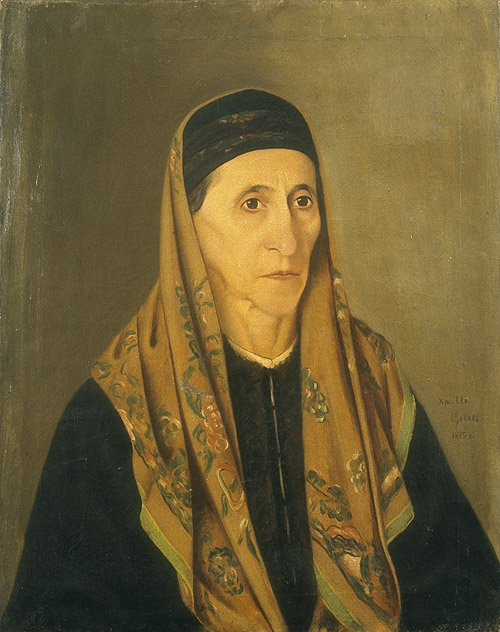
Porträt der Iwana Nenowa-Karolewa, 1875

- Selbstbildnis, Porträt, 1872 und 1873
- Porträt der Iwana Nenowa-Karolewa, Porträt, 1875